# 1047
Évszázadok: 10. század – 11. század – 12. század
Évtizedek: 990-es évek – 1000-es évek – 1010-es évek – 1020-as évek – 1030-as évek – 1040-es évek – 1050-es évek – 1060-as évek – 1070-es évek – 1080-as évek – 1090-es évek
Évek: 1042 – 1043 – 1044 – 1045 –  1046 – 1047 – 1048 – 1049 – 1050 – 1051 – 1052

## Események
- november 8. – Az 1046-ban leváltott IX. Benedek pápa ismét elfoglalja a Szentszéket.[1]
- Az év elején Fehérvárott megkoronázzák I. András királyt, aki nyomban leveri a pogánylázadást. Próbálkozásai a német császárral való békekötésre nem vezetnek eredményre.
- Hódító Vilmos I. Henrik francia király segítségével leveri a lázadó normann bárókat a val-ès-dunes-i csatában Caen mellett.

## Születések
- Judit, III. Henrik német-római császár lánya.

## Halálozások
- október 9. – II. Kelemen pápa.[2]
- október 25. Lovasbalesetben meghalt Jóságos Magnus dán és norvég király
- év vége – VI. Gergely pápa.[1]